# Parimarjan Negi
Parimarjan Negi (sinh ngày 9 tháng 2 năm 1993) là một đại kiện tướng cờ vua (GM) người Ấn Độ, một cựu vô địch cờ vua châu Á và Ấn Độ. Negi đã đạt được danh hiệu GM ở lúc 13 tuổi 142 ngày (13 năm, 4 tháng, và 20 ngày) vào năm 2006, trở thành đại kiện tướng cờ vua trẻ nhất thứ hai thế giới, chỉ sau Sergey Karjakin.
Negi chơi bàn 1 cho đội Ấn Độ và đoạt huy chương đồng đồng đội tại Olympiad cờ vua 2014 ở Tromsø, Na Uy.
Negi đã được Chính phủ Ấn Độ trao tặng giải thưởng Arjuna năm 2010.

## Sự nghiệp cờ vua
Parimarjan Negi vô địch U10 giải cờ vua trẻ Châu Á năm 2002 tại Tehran. Anh đã đạt được chuẩn đại kiện tướng đầu tiên của mình tại giải 2005/06 Hastings International Chess Congress. Ngay sau đó Negi giành được chuẩn GM thứ hai của mình tại Giái Chess mở Parsvnath International Tournament lần thứ 4 tại Delhi. Negi kiếm được chuẩn GM thứ ba và cuối cùng ngày 1 tháng 7 năm 2006 bằng ván hóa với đại kiện tướng người Nga Ruslan Scherbakov tại giải cờ toàn vùng Chelyabinsk Superfinal Championship ở Satka, Nga, với 6 điểm sau 9 vòng đấu. Negi do đó đã trở thành đại kiện tướng cờ vua trẻ nhất ở Ấn Độ, phá vỡ kỷ lục của Pendyala Harikrishna, và là đại kiện tướng trẻ thứ hai trên thế giới.
Negi vô địch giải Philadelphia International Open Tournament trong tháng 6 năm 2008 với số điểm là 7/9, không thua ván nào. Trong tháng 8 năm 2008, anh đã đứng thứ hai, sau Abhijeet Gupta, tại Giải vô địch cờ vua thanh niên thế giới ở Gazientep. Năm 2009, anh vô địch giải Politiken Cup Copenhagen với 8.5/10, thắng Boris Avrukh nhờ tiebreak, và giải IGB Dato' Arthur Tan Malaysia Open lần thứ 6 tại Kuala Lumpur.
Parimarjan Negi vô địch giải National Premier Chess Championship lần thứ 48 vào ngày 22 tháng 12 năm 2010 tại New Delhi.
In 2012 Negi thắng Giải vô địch cờ vua châu Á lần thứ 11 tổ chức tại Thành phố Hồ Chí Minh. Anh đồng giải nhất giải Cappelle-la-Grande Open vào năm 2012 và 2013. Năm 2013, Negi giành được Politiken Cup lần thứ hai.

## Sách
- Parimarjan Negi (2014). 1.e4 vs The French, Caro-Kann and Philidor. Quality Chess.ISBN 978-1906552060.
- Parimarjan Negi (2015). 1.e4 vs The Sicilian I. Quality Chess.ISBN 978-1-906552-39-8.

## Đời tư
Parimarjan Negi tốt nghiệp Trường Quốc tế Hữu nghị ở New Delhi và vô địch nhiều giải đấu ở đó. Anh là sinh viên trường Đại học Stanford kể từ năm 2014.